# Белгијанци
Белгијанци (хол. Belgen, фр. Belges) су грађани и држављани Краљевине Белгије, федералне државе на западу Европе.

## Име
Белгијанци су релативно „нови“. Револуција 1830. године довела је до стварања независне државе под управом прелазне владе и националног конгреса. Име „Белгија“ је узето за државу, а води поријекло од имена римско провинције Белгијске Галије, дијела Галије који је Римска република освојила 100. п. н. е. и који је био насељен Белгима, народом који је настао мјешањем Келта и Германа.
Латинско име је оживљено током краткотрајне Сједињене белгијске државе, која је настала послије устанка против аустријске власти 1789. године. Пошто није постојао придјев еквивалентан „Белгијанцу“, француска именица „Белгија“ је кориштена као именица и придјев, фонема позајмљена из латинског језика је још увијек у употреби. Од 16. века, Низоземска и Холандија, су на латинском биле Белгика. Као нпр. Низоземска република.